# Megalocystidium chelidonium
Megalocystidium chelidonium är en svampart som först beskrevs av Narcisse Theophile Patouillard, och fick sitt nu gällande namn av Boidin, Lanq. & Gilles 1997. Megalocystidium chelidonium ingår i släktet Megalocystidium och familjen Stereaceae.   Inga underarter finns listade i Catalogue of Life.